# Al Día (Costa Rica)
Al Día fue un periódico deportivo publicado en Costa Rica, tenía  la sede en San José. El periódico formaba parte del grupo de medios de comunicación La Nación, el cual también es dueño del periódico diario costarricense La Nación.
Al Día era un diario que se distribuía a nivel nacional y tenía varias ediciones regionales. El periódico cerró sus operaciones el 30 de noviembre de 2014.